# Stuart Little 2
Stuart Little 2 è un film del 2002 diretto da Rob Minkoff, sequel di Stuart Little - Un topolino in gamba del 1999.

## Trama
Dopo tre anni, Stuart ormai si è integrato nella famiglia Little ma ha difficoltà a legare con gli altri; infatti, durante la partita di calcio con il fratello George viene sparato in rete insieme al pallone e successivamente il topolino rompe involontariamente l'aeroplanino in costruzione di suo fratello.
Un giorno, sulla via di ritorno verso casa, Stuart incontra Margalo, una canarina che, per via della sua ala ferita, non riesce a volare. Stuart la invita a casa, almeno fin quando la sua ala non si sarà rimessa in sesto e lei accetta. In realtà, Margalo è segretamente complice di Falcone, uno spietato falco pellegrino che si occupò di lei quando rimase orfana, affinché lei possa saldare il suo 'debito' con lui, venne inviata nelle case dei new-yorkesi per poi rubare oggetti di valore. Falcone la costringe a rubare l'anello di Eleanor, ma lei si rifiuta di farlo, visto il legame con i Little e soprattutto con Stuart (che sembra aver visto in lei una vera amica), tuttavia, è costretta ad accettare poiché Falcone minaccia di mangiare Stuart se non lo farà.
Quando i Little scoprono che l'anello è sparito, pensano che sia caduto nello scarico della cucina e così Stuart si offre di calarsi nel tubo tramite una corda per recuperarlo. Tuttavia la corda si spezza ma Stuart si salva grazie a Margalo la quale, in seguito, presa dai sensi di colpa, fugge via senza dire niente. Non trovandola più Stuart si convince che sia stata rapita da Falcone e decide di fuggire di casa con il suo gatto Fiocco di Neve per cercarla, prima di andare chiede a George di coprirlo per non far sapere niente ai suoi genitori.
Tra le vie della città Stuart e Fiocco di Neve trovano Monty, il gatto randagio amico di Fiocco di Neve, dal quale apprendono che Falcone vive in cima al grattacielo Pishkin; una volta li Falcone racconta a Stuart della finta ferita di Margalo e del suo comportamento da ladra, ma Stuart non gli crede fin quando Falcone non gli mostra l'anello rubato ad Eleanor. A questo punto appare Margalo, la quale confessa a Stuart la verità rivelandogli, inoltre, di ritenerlo davvero suo amico. I due stanno per scappare insieme, ma Stuart viene buttato da Falcone giù dall'edificio, atterrando fortunatamente su un camion della spazzatura e svenendo per l'atterraggio. Convinto che Stuart sia morto, Falcone rinchiude Margalo in un barattolo di vernice.
Ripresi i sensi, Stuart scopre di essere su una chiatta dei rifiuti che si allontana da New York, dopo un po' trova il vecchio aeroplanino di suo fratello, rotto ma ancora funzionante. E così, dopo alcune riparazioni di fortuna, riesce ad attivarlo e ritornare in città. Intanto, i Little scoprono che George ha mentito e lo costringono a dire la verità, e così mentre i Little si precipitano verso il grattacielo, Fiocco di Neve arriva in cima e, dopo aver liberato Margalo, viene attaccato da Falcone. A quel punto Margalo minaccia di gettare l'anello dal tetto se Falcone non lo lascia libero, Falcone le ordina di restituire l'anello ma Margalo fugge e Stuart la salva prontamente con il suo aereo; insieme volano fino al Central Park inseguiti da Falcone; dopo un po' capendo di non poter volare più veloce di lui, giocano una mossa strategica sfruttando la luce solare riflessa dall'anello di Eleanor per accecare il falco, che si schianta proprio contro l'aereo dal quale Stuart salta fuori all'ultimo secondo. Quest'ultimo viene salvato in volo da Margalo mentre Falcone precipita nel bidone della spazzatura dove Monty stava cercando del cibo.
Qualche tempo dopo, i Little salutano Margalo, che migra a sud per l'arrivo dell'inverno; a salutare c'è anche la piccola Martha, sorellina di George e Stuart, con grande gioia dei Little per aver sentito la bambina dire le sue prime parole.

## Riconoscimenti
- 2002 - Premio BAFTA
  - Candidatura Miglior film (Premio dei bambini) a Douglas Wick, Lucy Fisher, Rob Minkoff e Bruce Joel Rubin
- 2003 - Visual Effects Society
  - Miglior animazione dei personaggi in un film d'animazione a Tony Bancroft, David Schaub, Eric Armstrong e Sean Mullen
  - Candidatura Migliore fotografia di effetti visivi a Earl Wiggins, Mark Vargo, Tom Houghton e Anna Foerster
- 2003 - Golden Trailer Awards
  - Candidatura Miglior film d'animazione/per la famiglia
- 2003 - Young Artist Award
  - Candidatura Miglior film fantasy per la famiglia